# Canton
Cantonul este un tip de diviziune administrativă a unei țări. În general, cantoanele sunt relativ mici în materie de suprafață și populație în comparație cu alte diviziuni administrative, cum ar fi comitatul, departamentul sau provincia. Pe plan internațional, cele mai cunoscute cantoane, dar și cele mai importante din punct de vedere politic, sunt Cantoanele Elveției. Elveția mai este poreclită și „Țara Cantoanelor”.
Termenul este împrumutat din limba franceză (canton), unde înseamnă colț sau district.

## Cantoanele în țări specifice

### Diviziuni actuale
Cantoane există în următoarele țări:
- Belgia — Cantoanele Belgiei
- Bolivia — Cantoanele Boliviei
- Bosnia și Herțegovina — Cantoanele Federației Bosnia și Herțegovina: unități federale ale Federației Bosnia și Herțegovina
- Canada — Cantoanele Canadei (numite și township)
  - Cantoanele din Québec
- Costa Rica — Cantoanele din Costa Rica: subdivizini ale provinciilor din Costa Rica
- Ecuador — Cantoanele Ecuadorului: subdivizini ale provinciilor din Ecuador
- El Salvador — Cantoanele din El Salvador: subdivizini ale municipalităților
- Franța — Cantoanele Franței: subdivizini ale arondismentelor
- Liban — Cantoanele Libanului, zone neoficiale controlate de miliție și alte grupări în timpul și după Războiul Civil Libanez.
- Luxemburg — Cantoanele Luxemburgului: subdivizini ale districtelor Luxemburg
- Elveția — Cantoanele Elveției: state semi-suverane în cadrul Elveției
- subdiviziuni ale vingtainelor din Jersey

### Foste cantoane
- Imperiul Otoman — Cantoanele Imperiului Otoman, numite și kaza, o subdiviziune a sanjak-ului
- Prusia — Cantoanele Prusiei: districte de înrolare militară între 1733 și 1813
- Uniunea Sovietică — Cantoanele Uniunii Sovietice, subdivizini ale câtorva republici autonome ale Uniunii Sovietice înainte de 1941
- În Republica Noua Granadă, cantoanele au fost subdivizini ale provinciilor Republicii Noua Granadă